# Basil Stillhart
Basil Stillhart (Wil, Sankt Gallen kanton, 1994. március 24. –) svájci korosztályos válogatott labdarúgó, a Winterthur hátvéde.

## Pályafutása

### Klubcsapatokban
Stillhart a svájci Wil városában született. Az ifjúsági pályafutását a Sirnach csapatában kezdte, majd a Wil akadémiájánál folytatta.
2013-ban mutatkozott be a Wil másodosztályban szereplő felnőtt keretében. 2018-ban az első osztályú Thunhoz igazolt. 2020. szeptember 4-én hároméves szerződést kötött a St. Gallen együttesével. Először a 2020. szeptember 20-ai, Sion ellen 1–0-ra megnyert mérkőzésen lépett pályára. Első gólját 2021. január 20-án, a Vaduz ellen hazai pályán 2–0-ás győzelemmel zárult találkozón szerezte meg. 2023. július 1-jén a Winterthur szerződtette.

### A válogatottban
Stillhart az U20-as és az U21-es korosztályú válogatottakban is képviselte Svájcot.

## Statisztika
2024. augusztus 4. szerint.
| Klub       | Szezon   | Bajnokság              | Bajnokság | Bajnokság | Kupa  | Kupa  | Nemzetközi | Nemzetközi | Összesen | Összesen |
| Klub       | Szezon   | Bajnokság              | Mérk.     | Gólok     | Mérk. | Gólok | Mérk.      | Gólok      | Mérk.    | Gólok    |
| ---------- | -------- | ---------------------- | --------- | --------- | ----- | ----- | ---------- | ---------- | -------- | -------- |
| Wil        | 2013–14  | Swiss Challenge League | 17        | 2         | 0     | 0     | —          | —          | 17       | 2        |
| Wil        | 2014–15  | Swiss Challenge League | 25        | 5         | 0     | 0     | —          | —          | 25       | 5        |
| Wil        | 2015–16  | Swiss Challenge League | 29        | 1         | 0     | 0     | —          | —          | 29       | 1        |
| Wil        | 2016–17  | Swiss Challenge League | 27        | 0         | 0     | 0     | —          | —          | 27       | 0        |
| Wil        | 2017–18  | Swiss Challenge League | 32        | 1         | 0     | 0     | —          | —          | 32       | 1        |
| Thun       | 2018–19  | Swiss Super League     | 34        | 5         | 4     | 0     | —          | —          | 38       | 5        |
| Thun       | 2019–20  | Swiss Super League     | 35        | 2         | 2     | 1     | 2          | 0          | 39       | 3        |
| St. Gallen | 2020–21  | Swiss Super League     | 32        | 3         | 4     | 1     | 1          | 0          | 37       | 4        |
| St. Gallen | 2021–22  | Swiss Super League     | 25        | 0         | 3     | 1     | —          | —          | 28       | 1        |
| St. Gallen | 2022–23  | Swiss Super League     | 26        | 3         | 3     | 0     | —          | —          | 29       | 3        |
| Winterthur | 2023–24  | Swiss Super League     | 35        | 3         | 4     | 1     | —          | —          | 39       | 4        |
| Winterthur | 2024–25  | Swiss Super League     | 3         | 0         | 0     | 0     | —          | —          | 3        | 0        |
| Összesen   | Összesen | Összesen               | 320       | 25        | 20    | 4     | 3          | 0          | 343      | 29       |

## Sikerei, díjai
Thun
- Svájci Kupa
  - Döntős (1): 2018–19

St. Gallen
- Svájci Kupa
  - Döntős (2): 2020–21, 2021–22